# Telefónica Europe
Telefónica Europe of O2 Europe, gestileerd als O2, was een van oorsprong Brits telecommunicatiebedrijf dat eigendom is van het Spaanse Telefónica sinds 2006.
Het bedrijf bood diensten aan op het gebied van telefonie, internet, algemene financiële dienstverlening en betaaltelevisie.

## Geschiedenis
O2 werd opgericht in 1985 als Cellnet en heeft zijn wortels in het Verenigd Koninkrijk, met name de stad Slough. O2 is een jarenlange grote speler in de sector van de telefonie. In 1999 veranderde de bedrijfsnaam in BT Cellnet. Het bedrijf is een naamloze vennootschap sinds 2001. 
In 2006 werd O2 overgenomen door het Spaanse telefoonbedrijf Telefónica, dat reeds op 31 oktober 2005 een bod uitbracht van £ 17,7 miljard. Op 23 januari 2006 was de overname een feit. Het bedrijf heeft onder meer kantoren in Spanje, Duitsland en het Verenigd Koninkrijk, maar O2 opereert ook vanuit Ierland, Tsjechië en Slovakije.
Op 7 mei 2020 maakten Telefónica en Liberty Global bekend de activiteiten in het Verenigd Koninkrijk te bundelen. De bedrijfsonderdelen O2 Holdings (mobiele telefonie) en Virgin Media UK (kabel en telefonie) worden ingebracht in een joint venture waarin beide partijen een aandelenbelang krijgen van elk 50%. Op 1 januari 2021 waren alle toezichthouders akkoord en is de combinatie van start gegaan onder de naam VMED O2 UK Limited (VMO2). De inbreng van Telefónica was groter en Liberty Global deed een betaling aan Telefónica om gelijke partners in de joint venture te worden. VMO2 telt zo'n 46 miljoen aansluitingen bij klanten voor telefonie, internet en video.

## Sport
O2 was de shirtsponsor van de Engelse voetbalclub Arsenal FC van 2002 tot 2006, een samenwerking waaraan een einde kwam zodra de club naar het nieuwe stadion, Emirates Stadium, verhuisde. Luchtvaartmaatschappij Emirates is sindsdien de shirtsponsor. In 2012 kwam een einde aan de sponsoring. Onder de naam Cellnet was het bedrijf ook shirtsponsor van Premier League-club Middlesbrough FC.